# A440
Godine 1939. godine međunarodno je predloženo da ton a4 bude ugođen na frekvenciju od 440 Hz. Do tada nije bilo jednoznačnog ugađanja glasovira i glazbala. Međunarodna organizacija za standarde (ISO) je 1955. godine službeno prihvatila ovu preporuku, pod nazivom ISO 16, a 1975., tijekom revizije postojećih preporuka, ostala je nepromijenjena i proglašena međunarodnim standardom. Od tada se ova frekvencija koristi kao referentna frekvencija prema kojoj se ugađaju glasoviri, pijanina, violine i druga glazbala.